# چال سنگ‌ها
چال سنگ‌ها، روستایی از توابع بخش چلو شهرستان اندیکا در استان خوزستان ایران است.	

## جمعیت
این روستا در دهستان کتک قرار دارد و براساس سرشماری مرکز آمار ایران در سال ۱۳۸۵، جمعیت آن ۸۸ نفر (۱۴خانوار) بوده‌است.